# Scleranthus annuus
Scleranthus annuus L. è una pianta della famiglia delle Cariofillacee.

## Descrizione
Gli steli sono lunghi fino a 15 centimetri di lunghezza ed i fiori mancano di petali. Le foglie sono aghiformi e lineari con punte taglienti e rigide. I fiori nascono in coppia o in piccoli gruppi, massimo cinque.

## Distribuzione e habitat
L'areale di questa specie si estende dalla Macaronesia, attraverso il bacino del Mediterraneo sino alla Siberia, all'Iran e alla penisola arabica. È conosciuta in altre parti del mondo come una specie introdotta talora infestante.
Cresce in molti tipi di habitat, spesso in zone perturbate.